# جون بايرون
     لشخصية أخرى تحمل اسم جون بايرون، طالع جون بايرون(توضيح).

 جون بايرون، أول بارون بايرون  (1599 - 23 أغسطس 1652) رجل نبيل وسياسي و بارون وفارس إنجليزي ممن أيدوا تشارلز الأول خلال الحرب الأهلية الإنجليزية.
كان بايرون ابن السير جون بايرون (توفي 1623) و آن بولاينو. كان أول من شغل منصب ملازم برج لندن، من ديسمبر 1641 إلى فبراير 1642. وعندما بدأت الحرب الأهلية، إنضم إلى الملك في يورك، وشارك في صفوف الملكيين طوال فترة الحرب وبعدها. بعد أن أبلى بايرون بلاءً حسنًا في معركة نيوبري الأولى، منحه الملك تشارلز لقب بارون في أكتوبر 1643، وجعله قائد القوات الملكية في لانكشير وتشيشير. توفي اللورد بايرون في عام 1652، دون أن ينجب أطفال في المنفى في باريس، وخلفه أخوه ريتشارد بايرون، ثاني بارون بايرون.